# Championnat de Belgique masculin de handball 1958-1959
Navigation
Division 1 1959-1960
La saison 1958-1959 du Championnat de Belgique masculin de handball est la 1re édition de la plus haute division belge de handball. Au terme des 14 journées, ce sont les liégeois de l'Olympic Club Flémallois qui terminent la saison invaincus devant le HC Beyne. La Légion Mobile de la Gendarmerie de Bruxelles complète le podium. 
Enfin, le Geuzen et le Sparta Aalst sont relégués et seront remplacés par l'Université de Liège, La Fraternité Verviers et par le Malinois. 

## Participants
| Club                                         | Matricule | Commune           | Province          |
| -------------------------------------------- | --------- | ----------------- | ----------------- |
| Olympic Club Flémallois                      | 6         | Flémalle-Haute    | Liège             |
| Koninklijke Lyra                             | ?         | Lierre            | Anvers            |
| Sparta Aalst                                 | 20        | Alost             | Flandre-Orientale |
| Geuzen d'Anvers                              | ?         | Anvers            | Anvers            |
| Union beynoise handball                      | 3         | Beyne-Heusay      | Liège             |
| Jupille Handball Club                        | ?         | Jupille-sur-Meuse | Liège             |
| Jeunesse Sportive Herstal                    | 38        | Herstal           | Liège             |
| Légion Mobile de la Gendarmerie de Bruxelles | ?         | Schaerbeek        | Brabant           |

### Salles
Bien qu'il fût encore habituel de jouer à l'extérieur au handball à sept, l'Union belge de handball décida que le championnat devait se jouer uniquement en salle. Aucune salle de sport valide n'étant disponible en Wallonie, il fut donc décidé de jouer l’entièreté de la compétition en Flandre qui ne possédait que deux salles de sport valides à savoir au Groentehal de Malines et au Sportcentrum de Anvers.

## Localisation
| \| Flémalle Beyne Gendarmerie Sparta Aalst Geuzen K Lyra Jupille JS Herstal \| Localisation des clubs engagés dans le championnat |
| Flémalle Beyne Gendarmerie Sparta Aalst Geuzen K Lyra Jupille JS Herstal                                                          |

Nombre d'équipes par Province
| # | Province                      | Nombre | Équipe(s)                                        |
| - | ----------------------------- | ------ | ------------------------------------------------ |
| 1 | Province de Liège             | 4      | OC Flémallois, Jupille HBC, JS Herstal, HC Beyne |
| 2 | Province d'Anvers             | 2      | Geuzen d'Anvers, K Lyra                          |
| 3 | Province de Flandre-Orientale | 1      | Sparta Aalst                                     |
| 3 | Province de Flandre-Orientale | 1      | Gendarmerie de Bruxelles                         |

## Compétition

### Organisation du championnat
La saison est disputée par 8 équipes jouant chacune l'une contre l'autre à deux reprises selon le principe des phases aller et retour (les matchs n'ont cependant lieu qu'à Anvers ou Malines. Une victoire rapporte 2 points, une égalité, 1 point et une défaite 0 point.
Ces huit équipes s'affrontent dans le but de pouvoir terminer première et donc d’inscrire un premier titre sur leur palmarès et de pouvoir accéder en Coupe des clubs champion, les deux dernières des huit équipes seront reléguées en Provinciales.

### Classement
Les résultats de cette édition sont issus d'archives des différentes presses écrites belges
|   | Équipe                   | Pts | J  | G  | N | P  | Bp  | Bc  | Diff |
| - | ------------------------ | --- | -- | -- | - | -- | --- | --- | ---- |
| 1 | OC Flémallois            | 28  | 14 | 14 | 0 | 0  | 374 | 85  | 289  |
| 2 | HC Beyne                 | 24  | 14 | 12 | 0 | 2  | 212 | 127 | 85   |
| 3 | Gendermerie de Bruxelles | 15  | 14 | 7  | 1 | 6  | 199 | 207 | -8   |
| 4 | K Lyra                   | 14  | 14 | 7  | 0 | 7  | 187 | 198 | -11  |
| 5 | JS Herstal               | 12  | 14 | 6  | 0 | 8  | 178 | 178 | 0    |
| 6 | Jupille HBC              | 11  | 14 | 5  | 1 | 8  | 146 | 85  | 61   |
| 7 | Geuzen                   | 8   | 14 | 4  | 0 | 10 | 88  | 182 | -94  |
| 8 | Sparta Aalst             | 0   | 14 | 0  | 0 | 14 | 85  | 302 | -217 |

|  | Champion et Qualification au premier tour de la Coupe des clubs champions |
|  | Relégation en Provincial                                                  |

### Matchs
| Résultats (dom.\ext.)                                      | OCF   | GEU   | GEN   | JSH   | JUP   | HCB  | LYR   | SPA   |
| OC Flémallois                                              |       | 32-2  | 30-8  | 23-8  | 23-5  | 20-3 | 24-12 | 20-8  |
| Geuzen                                                     | 5-31  |       | -     | 8-14  | 9-4   | 4-14 | 6-8   | -     |
| Gendarmerie de Bruxelles                                   | 8-33  | 14-11 |       | 14-9  | -     | 9-19 | 13-20 | 20-18 |
| JS Herstal                                                 | 9-31  | 5-8   | 7-19  |       | 16-9  | 9-17 | 9-13  | 30-4  |
| Jupille HBC                                                | -     | 17-3  | 11-11 | 21-12 |       | 3-19 | -     | 23-8  |
| HC Beyne                                                   | 5-19  | 13-3  | 19-9  | -     | 11-4  |      | 12-0  | 26-16 |
| K Lyra                                                     | -     | 11-4  | -     | 7-21  | 23-13 | 8-12 |       | -     |
| Sparta Aalst                                               | 10-47 | 0-10  | 2-29  | 6-14  | -     | 4-25 | 7-19  |       |
| - Victoire à domicile - Match nul - Victoire à l'extérieur |       |       |       |       |       |      |       |       |

## Champion
| Champion de Belgique 1958-1959 Olympic Club Flémallois 1er titre |

## Bilan de la saison
| Tableau d'honneur de la saison 1958-1999 |                                 |                                    |
| Compétition                              | Vainqueur                       | Commentaire                        |
| Championnat de Belgique                  | OC Flémallois                   | 1er titre                          |
| Qualifications européennes               |                                 |                                    |
| Compétition                              | Qualifiés                       | Commentaire                        |
| Coupe des clubs champions                | OC Flémallois                   | Champion                           |
| Promotions et relégations                |                                 |                                    |
| Promu des Provinciales                   | La Fraternité Verviers Malinois | (Champion flamand Champion wallon) |
| Relégation en Provinciales               | Geuzen Sparta Aalst             | 7e 8e                              |

## Parcours en coupes d'Europe
| Club          | Compétition               | Résultat                                           |
| ------------- | ------------------------- | -------------------------------------------------- |
| OC Flémallois | Coupe des clubs champions | éliminé par le ASPOM Bordeaux au tour préliminaire |